# 1814 na música

## Nascimentos
| Data          | Nome              | Profissão                  | Nacionalidade | Observações | Ref |
| ------------- | ----------------- | -------------------------- | ------------- | ----------- | --- |
| 9 de Maio     | Adolf von Henselt | pianista e compositor      | Alemanha      | m. 1889     |     |
| 6 de Novembro | Adolphe Sax       | construtor de instrumentos | Bélgica       | m. 1894     |     |

## Mortes
| Data | Nome | Profissão | Nacionalidade | Observações | Ref |
| ---- | ---- | --------- | ------------- | ----------- | --- |